# Carl Genzke
Johann Carl Ludwig Genzke, auch Gentzken (* 26. Oktober 1801 in Plau; † 26. Januar 1879 in Bützow) war ein deutscher Veterinär, Humanmediziner und Parlamentarier.

## Leben
Carl Genzke war der älteste Sohn des Senators Friedrich Johann Bernhard Genzke. Er besuchte die Domschule Güstrow, bestand schon mit 16 Jahren das Abitur und studierte an der Tierarzneischule in Berlin das Veterinärwesen. Er wurde Tierarzt in Neustrelitz als Großherzoglich mecklenburg-strelitzscher Rossarzt und Tierheiler. Als einer der ersten erforschte und publizierte er die Anwendung der Homöopathie in der Tiermedizin. 1838 eröffnete er mit Unterstützung des Großherzogs Georg ein Russisches Dampfbad in Neustrelitz, Seestraße 17. Das Bad war so erfolgreich, dass es ihm finanziell ein weiteres Studium der Humanmedizin an den Universitäten Berlin und Leipzig ermöglichte, welches er mit der Promotion zum Dr. med. an der Universität Rostock am 8. Mai 1841 abschloss. Nach zweijähriger Praxis als Allgemeinmediziner in Parchim begründete er seine endgültige Praxis in Bützow. In Bützow und in Tessin machte er sich mit der Bekämpfung der Cholera einen Namen. Er blieb auch als Humanmediziner ein Verteidiger der Homöopathie und verfasste zahlreiche Aufsätze in Fachzeitschriften.

### Politiker
Als Politiker war Genzke 1848 Gründer und Vorsitzender des Reformvereins in Bützow. Er wurde 1848 als Abgeordneter in die Mecklenburgische Abgeordnetenversammlung im Wahlkreis Mecklenburg-Schwerin 40 (Bützow) gewählt. Er war als Abgeordneter Mitglied des Eisenbahnausschusses und des Prioritätsausschusses. Bei einer Hausdurchsuchung durch die Polizei des Großherzogtums 1849 wurden seine Papiere beschlagnahmt.

### Seidenanbau
Genzke ist der Pionier des Seidenbaus in Mecklenburg, der in Preußen schon von König Friedrich II. bereits 50 Jahre vorher intensiv gefördert worden war. Im Zusammenhang mit der Einführung des Seidenbaus legte er die erforderlichen Baumschulen für Maulbeerbäume an, mit denen er die ersten Plantagen bestückte. 1852 gründete Genzke den Seidenbauverein Mecklenburg und war Herausgeber der Jahresberichte dieses Vereins. 1861 wurde er Mitglied der Deutschen Seiden-Compagnie Berlin. Seine botanischen Interessen gingen über den Seidenbau hinaus bis hin zu Geschichte und Ethnologie. Er war seit 1851 Mitglied des Vereins der Freunde der Naturgeschichte.

## Familie
Er war seit 1828 verheiratet; das Paar hatte acht Kinder, von denen ihn aber nur der Sohn Ludwig Genzke, später Landbaumeister in Parchim, sowie drei Töchter überlebten.

## Schriften
- Homöopathische Arzneimittellehre für Thierärzte. Leipzig: Schumann 1837

Digitalisat, Tierärztliche Hochschule Hannover
Digitalisat, Hathi Trust
- De variola vaccina eiusque originibus, Adler, Rostock 1841 (Dissertation)